# West Wyalong
West Wyalong är en ort i Australien. Den ligger i regionen Bland och delstaten New South Wales, i den sydöstra delen av landet, omkring 370 kilometer väster om delstatshuvudstaden Sydney. Antalet invånare är 3 191.
Trakten runt West Wyalong är nära nog obefolkad, med mindre än två invånare per kvadratkilometer.. Det finns inga andra samhällen i närheten.
Omgivningarna runt West Wyalong är i huvudsak ett öppet busklandskap. Genomsnittlig årsnederbörd är 549 millimeter. Den regnigaste månaden är februari, med i genomsnitt 114 mm nederbörd, och den torraste är oktober, med 14 mm nederbörd.